# Lijst van rijksmonumenten in Maastricht/Koestraat
Een overzicht van de 10 rijksmonumenten in de stad Maastricht gelegen aan of bij de Koestraat.
| Object                                             | Oorspronkelijke functie? | Bouwjaar              | Architect | Locatie          | Coördinaten?                  | Nr.?  | Afbeelding                                      |
| -------------------------------------------------- | ------------------------ | --------------------- | --------- | ---------------- | ----------------------------- | ----- | ----------------------------------------------- |
| Hoekhuis met segmentboogomramingen van hardsteen.  | Gebouw                   | 18e eeuw              |           | Koestraat 2      | 50° 50' 49" NB, 5° 41' 34" OL | 27239 | Meer afbeeldingen                               |
| Huis met lijstgevel en gevelsteen IN DE KOYE 1718. | Gebouw                   | 1718                  |           | Koestraat 4      | 50° 50' 49" NB, 5° 41' 34" OL | 27240 | Meer afbeeldingen                               |
| Huis met lijstgevel.                               | Woonhuis                 | 18e eeuw              |           | Koestraat 5      | 50° 50' 49" NB, 5° 41' 34" OL | 27242 | Meer afbeeldingen                               |
| Huis met lijstgevel.                               | Gebouw                   | 17e eeuw              |           | Koestraat 6      | 50° 50' 49" NB, 5° 41' 34" OL | 27241 | Meer afbeeldingen                               |
| Huis met lijstgevel van hardsteen.                 | Woonhuis                 | derde kwart 18e eeuw  |           | Koestraat 7      | 50° 50' 49" NB, 5° 41' 34" OL | 27243 | Meer afbeeldingen                               |
| Huis met lijstgevel.                               | Woonhuis                 | 17e eeuw              |           | Koestraat 8      | 50° 50' 48" NB, 5° 41' 34" OL | 27244 | Meer afbeeldingen                               |
| Huis met lijstgevel.                               | Woonhuis                 | 1736                  |           | Koestraat 9      | 50° 50' 48" NB, 5° 41' 34" OL | 27245 | Meer afbeeldingen                               |
| Huis met lijstgevel.                               | Gebouw                   | eerste helft 18e eeuw |           | Koestraat 14     | 50° 50' 48" NB, 5° 41' 34" OL | 27246 | Meer afbeeldingen                               |
| Huis met lijstgevel.                               | Woonhuis                 |                       |           | Koestraat 18     | 50° 50' 48" NB, 5° 41' 34" OL | 27247 | Meer afbeeldingen                               |
| Huis met lijstgeveltje met jaartalstenen 17 09.    | Gebouw                   | 1709                  |           | Koestraat bij 18 | 50° 50' 47" NB, 5° 41' 34" OL | 27248 | Huis met lijstgeveltje met jaartalstenen 17 09. |